# Mazikeen
Mazikeen este un personaj care apare în cărți de benzi desenate americane publicate de DC Comics. Ea este una dintre Lilim⁠(d), un copil al lui Lilith. A apărut pentru prima dată în The Sandman (vol. 2) nr. 22 (din decembrie 1990) și a fost creată de Neil Gaiman și Kelley Jones⁠(d). Numele ei provine de la termenul „Mazzikin⁠(d)”, demoni invizibili care pot crea supărări minore sau pericole mai mari conform mitologiei evreiești.
Mazikeen a apărut în serialul de televiziune de fantezie urbană Lucifer (2016-2021), fiind interpretată de actrița sud-africană și americană Lesley-Ann Brandt (frecvent ca Maze), și în serialul dramatic fantastic Sandman (2022), interpretată de Cassie Clare.